# Thailand Route 323

Nr. 323

Die Thailand Route 323 (Thai: ทางหลวงแผ่นดินหมายเลข 323, auch „Thanon Saengchuto“, ถนนแสงชูโต; Deutsch Nationalstraße Nr. 323; im englischen Sprachgebrauch: Highway 323) ist eine Schnellstraße in Thailand. 

## Straßenverlauf
Die Schnellstraße beginnt bei Nong O im Landkreis (Amphoe) Amphoe Ban Pong der Provinz Ratchaburi als Abzweigung von der Thanon Phetkasem (Thai Highway 4). Sie führt in Richtung Nordwesten zunächst um die Kreishauptstadt Bang Pong herum. Von da an folgt sie – vierspurig ausgebaut – der Eisenbahnstrecke bis nach Kanchanaburi. Einige Kilometer hinter dem Ortsausgang wird der Highway 323 schmaler und führt durch landschaftlich sehr reizvolle Natur der Provinz Kanchanaburi. Im Landkreis Sai Yok führt sie durch den Nationalpark Sai Yok mit einem bekannten Wasserfall. Weitere Nationalparks am Wege: der Nationalpark Khao Laem und der Nationalpark Li Chia. Im Landkreis Sangkhla Buri endet die Nationalstraße 323 direkt am Grenzübergang Drei-Pagoden-Pass  nach Myanmar.

## Kartenmaterial
- ThinkNet: Road Map of Thailand. MapMagic CD + Paper Map. Multi-Purposes Bilingual Mapping Software, Bangkok, Ausgabe 2008